# フェルキン-アーンのモデル
フェルキン-アーンのモデル (Felkin-Anh model) はα位に不斉中心を持つカルボニル基への求核付加反応の立体選択性を説明するためのモデルである。ヒュー・フェルキンらによって最初に提案され、グェン・チョン・アインらによって改良された
のでこの名で呼ばれる（グェン・チョン・アインの姓はNguyên 阮であるが、論文には姓、名の順で記載されていたためAnhが姓であると誤解された）。

## 解説
クラムのモデルがカルボニル基のα位の最も安定な立体配座を考えていたのに対し、1968年にフェルキンらは最も求核剤が反応しやすい立体配座を考えたモデルを提出した。そのような立体配座はカルボニル基とα位のもっとも大きい置換基の二面角が90度の場合であり、この時求核剤はもっとも大きい置換基があるのと反対側からもっとも立体障害が小さい形でカルボニル基に接近することができる。このような立体配座は2つ存在するが、カルボニル基の反対側の置換基との立体反発により2番大きい置換基がカルボニル基とゴーシュの位置にある立体配座の方が安定であると考えた。そしてこの立体配座で求核剤が反応した生成物が主な生成物になるとした。
しかしこのフェルキンらの考え方によれば、アルデヒドのようにカルボニル基の反対側の置換基との立体反発がほとんど考えられないような場合には2つの立体配座のエネルギー差がほとんど無くなるため立体選択性を説明できなくなってしまう。そこで1977年にグェンらは、フェルキンのモデルにおいて求核剤はカルボニル基に対して90度より大きい角度で反応することを提案した。この場合、求核剤はα位の置換基の1つと平行な方向からカルボニル基に接近することになるので立体反発を受ける。そのためカルボニル基のα位の2番大きい置換基がカルボニル基とゴーシュの位置にある立体配座の方がより立体反発が少なく優先的に生成物を与えることになる。
また、グェンらはα位の置換基が立体的に大きくない場合には、カルボニル基とα位のもっとも電気陰性度が高い置換基が90度をなす立体配座で求核剤がもっとも反応しやすいとした。これは90度の角度をなす置換基のσ*軌道が、接近してくる求核剤の電荷を受け入れるカルボニル基のπ*軌道と共役して安定化する立体電子効果による。電気陰性度の高い置換基ほどσ*軌道のエネルギーが低いため、より安定化の効果が大きい。これによってクラム則では予想できなかったハロゲン原子の効果も取り入れられるようになった。

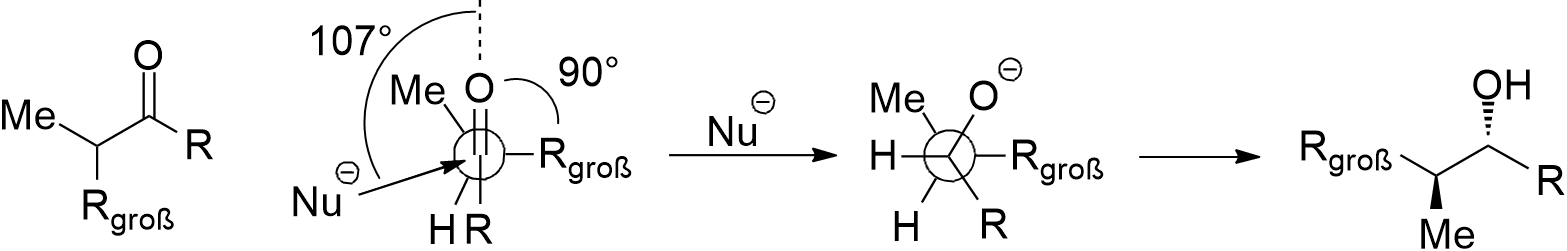
フェルキン-アーン遷移状態による反応の一般例